# Комедийный балет королевы
Комедийный балет королевы или Комический балет де ла Рейна (в то время писалось «Комический балет де ла Ройна») — сложное придворное выступление, которое впервые было исполнено 15 октября 1581 года во время правления короля Франции Генриха III, в большом зале отеля Бурбона, принадлежавший дворцу Лувра в Париже. Его часто называют первым балетом при дворе.

## Создание
Ballet Comique de la Reine был создан под эгидой матери Генриха III, вдовы, королевы Екатерины Медичи, в рамках свадебных торжеств герцога де Жуайеза и королевы Луизы Лотарингской сестры, Маргариты де Водемон. Балет был поставлен Бальтазаром де Божуайё и стал первым произведением, сочетающим поэзию, музыку, дизайн и танец в соответствии с правилами Академии поэзии и музыки Жана-Антуана де Баифа. Балет вдохновлен чародейкой Цирцеей из «Одиссеи» Гомера. Дорогостоящая постановка длилась пять с половиной часов, в представлении участвовали королева и король. Королева вместе с группой придворных танцовщиц прибыла к трехъярусному фонтану в костюмах дриад. Танцоры входили и выходили с обеих сторон площадки, что было необычно для предыдущих придворных балетов. Балет также был поставлен в надежде разрешить религиозные трудности, из-за которых французский народ разделился. Цирцея была символом гражданской войны, а восстановление мира в конце балета олицетворяло надежды страны на будущее.
Николя Филле де ла Шенэ, помощник короля, написал текст, декорации и костюмы были созданы Жаком Патеном. Музыка была предоставлена Жаком Салмоном, мэтром музыки королевской семьи и некоим сьером де Больё. Этот композитор был назван Фетисом «Ламбером де Болье» в его «Вселенской биографии» после возможной ошибки в письме Рудольфа II, императора Священной Римской империи, но сегодня его отождествляют с бас-певцом Жираром де Болье, который вместе со своей женой Итальянские сопрано Виоланте Дориа сами исполнили арии к Circé.

## «Амариллис»
Последние девять тактов первого балета, названные «Le son de la clochette auquel Circé sortit de son jardin» (звук колокола, по которому Цирцея покидает свой сад), содержат мелодию, которая составляет основу аранжировки XIX века. Генри Гис ошибочно именовал её эйром «Амариллис» Людовика XIII. В Японии в этой аранжировке использовались японские тексты и она была представлена как «Амариллис» в сериале NHK Minna no Uta в 1968 году. С тех пор мелодия стала хорошо известна там как французская народная песня, и ее мелодию можно услышать сегодня как перезвон, обозначающий час.